# ATP Finals 2024

ATP Finals 2024 (hay còn được gọi là Nitto ATP Finals 2024) là giải đấu quần vợt cuối cùng của năm 2024, dành cho 8 tay vợt nam, 8 đôi vợt nam xuất sắc nhất trong mùa giải ATP Tour 2024. Giải diễn ra ở Turin (Ý) từ ngày 10 đến ngày 17 tháng 11 năm 2024. Đây là lần thứ tư giải được tổ chức ở Turin.

## Vô địch

### Đơn
- Jannik Sinner 6–4, 6–4  Taylor Fritz

### Đôi
- Kevin Krawietz /  Tim Pütz 7–6(7–5), 7–6(8–6)  Marcelo Arévalo /  Mate Pavić

## Thể thức
Giải đấu gồm 3 vòng: vòng bảng, bán kết và chung kết. Ở vòng bảng, 8 tay vợt/đội được chia thành 2 bảng (mỗi bảng 4 tay vợt/đội) thi đấu với 3 tay vợt/đội khác trong cùng bảng. 8 hạt giống được phân định dựa trên Bảng xếp hạng ATP sau khi giải đấu gần nhất (trước giải này) diễn ra trong năm kết thúc.
Ở nội dung đơn, tất cả trận đấu diễn ra theo thể thức 3 set thắng 2 với loạt tie-breaks (7 điểm) được áp dụng ở mọi set (nếu hòa 6–6). Còn các trận đấu ở nội dung đôi cũng thi đấu theo thể thức 3 set thắng 2, nhưng khác là không tính điểm ad và một loạt Tie-break (10 điểm) để phân định thắng thua ở set 3 (nếu có).
Ở bán kết, tay vợt nhất bảng này sẽ gặp tay vợt nhì bảng kia để tranh 2 vé vào chung kết. Thể thức ở bán kết và chung kết giống như vòng bảng. 

## Tiền thưởng, điểm thưởng
Tổng tiền thưởng của ATP Finals 2024 là 15,25 triệu USD, tăng 1,67% so với năm 2023. Lưu ý là tiền thưởng của nội dung đôi được trao cho cả đội (2 tay vợt/đội). Đơn vị tính của tiền thưởng là USD.
| Vòng               | Đơn                                                | Đôi                                              | Điểm |
| ------------------ | -------------------------------------------------- | ------------------------------------------------ | ---- |
| Vô địch            | 2.237.200                                          | 356.800                                          | 500  |
| Thắng bán kết      | 1.123.400                                          | 178.500                                          | 400  |
| Vào bán kết        | 396.500                                            | 96.600                                           | 200  |
| Thi đấu            | 3 trận = 331.000 2 trận = 248.250 1 trận = 165.500 | 3 trận = 134.200 2 trận= 100.650 1 trận = 67.100 | —    |
| Tham dự            | 155.000                                            | 51.700                                           | —    |
| Vô địch toàn thắng | 4.881.100                                          | 959.300                                          | 1500 |

## Vòng loại

### Đơn
Giải có 8 tay vợt tham dự vòng đấu chính và 2 tay vợt dự bị. Các tay vợt được tham dự giải với thứ tự như sau:
1. Top 7 trên Bảng xếp hạng ATP Race to Turin tính vào ngày 9 tháng 11 năm 2024.
2. Hai tay vợt vô địch Grand Slam năm 2024 bất kỳ xếp hạng từ 8 đến 20.
3. Tay vợt xếp hạng thứ 8 trên Bảng xếp hạng ATP.

Nếu có quá 8 tay vợt, người xếp hạng thấp hơn sẽ trở thành tay vợt dự bị. ATP sẽ chọn thêm tay vợt thay thế, nếu cần thiết.
Hằng tuần, ATP sẽ công bố Bảng xếp hạng ATP và Bảng xếp hạng ATP Race to Turin. Điểm số của hai bảng xếp hạng dựa vào các giải đấu thuộc hệ thống ATP Tour 2024, United Cup, ATP Challenger Tour và ITF Tour. Các tay vợt phải tích lũy điểm ở 19 giải đấu, bao gồm:
- 4 giải Grand Slam
- 8 giải ATP Masters 1000 mandatory
- Thành tích tốt nhất từ 7 giải có điểm xếp hạng khác (Monte-Carlo Masters, United Cup, ATP 500, ATP 250, Challenger, ITF)
- Có thể thay thế 3 giải Masters 1000 mandatory bằng kết quả tốt hơn ở ATP 500 hoặc ATP 250.

### Đôi
8 đội tham dự vòng đấu chính và 1 đội dự bị. Việc chọn 8 đội tham dự y như cách chọn 8 tay vợt ở nội dung đơn. Tuy nhiên, do đội không có giải đấu bắt buộc nào, nên các đội được chọn dựa trên kết quả tốt nhất của 19 giải đấu trong hệ thống ATP Tour 2024.

## Các tay vợt tham dự

### Đơn
| # | Tay vợt          | Ngày giành quyền |
| - | ---------------- | ---------------- |
| 1 | Jannik Sinner    | 10 tháng 8       |
| 2 | Alexander Zverev | 1 tháng 9        |
| 3 | Carlos Alcaraz   | 24 tháng 9       |
| 4 | Daniil Medvedev  | 22 tháng 10      |
| 5 | Taylor Fritz     | 29 tháng 10      |
| 6 | Casper Ruud      | 5 tháng 11       |
| 7 | Andrey Rublev    | 5 tháng 11       |
| 8 | Alex de Minaur   | 5 tháng 11       |

### Đôi
| # | Đôi                                | Ngày giành quyền |
| - | ---------------------------------- | ---------------- |
| 1 | Marcelo Arévalo Mate Pavić         | 28 tháng 8       |
| 2 | Marcel Granollers Horacio Zeballos | 29 tháng 8       |
| 3 | Wesley Koolhof Nikola Mektić       | 28 tháng 10      |
| 4 | Simone Bolelli Andrea Vavassori    | 9 tháng 10       |
| 5 | Max Purcell Jordan Thompson        | 26 tháng 10      |
| 6 | Rohan Bopanna Matthew Ebden        | 28 tháng 10      |
| 7 | Harri Heliövaara Henry Patten      | 28 tháng 10      |
| 8 | Kevin Krawietz Tim Pütz            | 28 tháng 10      |

## Phân tích điểm

### Đơn
| Hạt giống        | Tay vợt            | Grand Slam | Grand Slam | Grand Slam | Grand Slam | ATP Masters 1000 (mandatory) | ATP Masters 1000 (mandatory) | ATP Masters 1000 (mandatory) | ATP Masters 1000 (mandatory) | ATP Masters 1000 (mandatory) | ATP Masters 1000 (mandatory) | ATP Masters 1000 (mandatory) | ATP Masters 1000 (mandatory) | Tốt nhất khác | Tốt nhất khác | Tốt nhất khác | Tốt nhất khác | Tốt nhất khác | Tốt nhất khác | Tốt nhất khác | Tổng điểm | Giải | Danh hiệu |
| Hạt giống        | Tay vợt            | AUS        | FRA        | WIM        | USO        | IW                           | MI                           | MA                           | IT                           | CA                           | CI                           | SH                           | PA                           | 1             | 2             | 3             | 4             | 5             | 6             | 7             | Tổng điểm | Giải | Danh hiệu |
| ---------------- | ------------------ | ---------- | ---------- | ---------- | ---------- | ---------------------------- | ---------------------------- | ---------------------------- | ---------------------------- | ---------------------------- | ---------------------------- | ---------------------------- | ---------------------------- | ------------- | ------------- | ------------- | ------------- | ------------- | ------------- | ------------- | --------- | ---- | --------- |
| 1†               | Jannik Sinner      | W 2000     | SF 800     | QF 400     | W 2000     | SF 0                         | W 1000                       | QF 200                       | A 0                          | QF 200                       | W 1000                       | W 1000                       | A 0                          | W 500         | W 500         | SF 400        | F 330         |               |               |               | 10330     | 14   | 7         |
| 2†               | Alexander Zverev   | SF 800     | F 1300     | R16 200    | QF 400     | QF 200                       | SF 400                       | R16 100                      | W 1000                       | QF 200                       | SF 400                       | R16 100                      | W 1000                       | W 335         | F 330         | SF 200        | R16 100       | QF 100        | SF 100        | QF 50         | 7315      | 20   | 3         |
| 3†               | Carlos Alcaraz     | QF 400     | W 2000     | W 2000     | R64 50     | W 1000                       | QF 200                       | QF 200                       | A 0                          | A 0                          | R32 10                       | QF 200                       | R16 100                      | W 500         | SF 100        | R16 50        | R32 0         |               |               |               | 6810      | 14   | 4         |
| 4†               | Daniil Medvedev    | F 1300     | R16 200    | SF 800     | QF 400     | F 650                        | SF 400                       | QF 200                       | R16 100                      | R32 10                       | R32 10                       | QF 200                       | R32 10                       | SF 200        | SF 200        | R16 100       | R16 50        | 4830          | 16            | 0             |           |      |           |
| 5†               | Taylor Fritz       | QF 400     | R16 200    | QF 400     | F 1300     | R16 100                      | R64 10                       | SF 400                       | QF 200                       | R32 50                       | R64 10                       | SF 400                       | R32 10                       | W 250         | W 250         | F 165         | QF 100        | RR 45         | R64 10        | R32 0         | 4300      | 21   | 2         |
| –                | Novak Djokovic     | SF 800     | QF 400     | F 1300     | R32 100    | R32 50                       | A 0                          | A 0                          | R32 50                       | A 0                          | A 0                          | F 650                        | A 0                          | SF 400        | SF 100        | QF 60         |               |               |               |               | 3910      | 10   | 0         |
| 6†               | Casper Ruud        | R32 100    | SF 800     | R64 50     | R16 200    | QF 200                       | R16 100                      | R16 100                      | R64 10                       | R16 100                      | R32 10                       | QF 50                        | R32 10                       | F 650         | W 500         | F 330         | W 250         | F 165         | QF 130        | SF 100        | 3855      | 24   | 2         |
| 7†               | Andrey Rublev      | QF 400     | R32 100    | R128 10    | R16 200    | R32 50                       | QF 50                        | W 1000                       | R32 50                       | F 650                        | QF 200                       | QF 50                        | QF 50                        | W 250         | SF 200        | QF 100        | QF 100        | QF 100        | QF 100        | SF 100        | 3760      | 26   | 2         |
| 8†               | Alex de Minaur     | R16 200    | QF 400     | QF 400     | QF 400     | R16 100                      | R16 100                      | QF 50                        | R16 100                      | A 0                          | A 0                          | A 0                          | QF 200                       | W 500         | F 330         | SF 265        | W 250         | QF 200        | SF 200        | R16 50        | 3745      | 19   | 2         |
| Thay thế (dự bị) |                    |            |            |            |            |                              |                              |                              |                              |                              |                              |                              |                              |               |               |               |               |               |               |               |           |      |           |
| 9                | Grigor Dimitrov    | R32 100    | QF 400     | R16 200    | QF 400     | R16 100                      | F 650                        | R64 10                       | R16 100                      | R16 100                      | R32 10                       | R16 100                      | QF 200                       | W 250         | SF 200        | F 165         | F 165         | R16 100       | R16 50        | R16 50        | 3350      | 19   | 1         |
| 10               | Stefanos Tsitsipas | R16 200    | QF 400     | R64 50     | R128 10    | R16 100                      | R64 10                       | QF 50                        | QF 200                       | QF 15                        | R32 50                       | R16 100                      | QF 200                       | W 1000        | F 330         | QF 100        | QF 100        | SF 100        | SF 100        | R16 50        | 3165      | 22   | 1         |

Chú thích
1. ↑  Người chơi có thể thay thế điểm từ tối đa 3 giải Masters 1000 bắt buộc bằng các kết quả tốt nhất tiếp theo khác.[6] Điểm xếp hạng được hiển thị bằng chữ nghiêng trong những trường hợp này.
2. ↑  Tuy lọt vào bán kết tại Indian Wells, số điểm tích lũy và kết quả của Sinner từ sự kiện này đã bị hủy bỏ sau hai lần xét nghiệm dương tính với doping trong và sau giải đấu.[19]

### Đôi
| Hạt giống        | Đội                                | Điểm   | Điểm   | Điểm   | Điểm    | Điểm   | Điểm    | Điểm    | Điểm    | Điểm   | Điểm    | Điểm    | Điểm   | Điểm   | Điểm   | Điểm   | Điểm   | Điểm  | Điểm  | Điểm  | Tổng | Giải | Danh hiệu |
| Hạt giống        | Đội                                | 1      | 2      | 3      | 4       | 5      | 6       | 7       | 8       | 9      | 10      | 11      | 12     | 13     | 14     | 15     | 16     | 17    | 18    | 19    | Tổng | Giải | Danh hiệu |
| ---------------- | ---------------------------------- | ------ | ------ | ------ | ------- | ------ | ------- | ------- | ------- | ------ | ------- | ------- | ------ | ------ | ------ | ------ | ------ | ----- | ----- | ----- | ---- | ---- | --------- |
| 1†               | Marcelo Arévalo Mate Pavić         | W 2000 | W 1000 | SF 720 | F 600   | QF 360 | SF 360  | SF 360  | W 250   | W 250  | R16 180 | SF 180  | SF 180 | R16 90 | R16 90 | SF 90  | R32 0  | R32 0 | R16 0 | R16 0 | 6710 | 22   | 4         |
| 2†               | Marcel Granollers Horacio Zeballos | W 1000 | W 1000 | SF 720 | SF 720  | F 600  | QF 360  | SF 360  | SF 360  | SF 360 | SF 360  | R16 180 | F 150  | F 150  | R16 90 | QF 90  | R16 0  | R16 0 |       |       | 6500 | 17   | 2         |
| 3†               | Wesley Koolhof Nikola Mektić       | W 1000 | W 1000 | W 1000 | W 500   | QF 360 | F 300   | W 250   | R16 180 | QF 180 | SF 180  | F 150   | R32 90 | R32 90 | R16 90 | R16 90 | R16 90 | QF 90 | QF 90 | QF 45 | 5775 | 21   | 4         |
| 4†               | Simone Bolelli Andrea Vavassori    | F 1200 | F 1200 | W 500  | W 500   | SF 360 | SF 360  | W 250   | R16 180 | QF 180 | QF 180  | QF 180  | QF 180 | SF 180 | R16 90 | R64 0  | R32 0  | R16 0 | R16 0 |       | 5540 | 18   | 3         |
| 5†               | Max Purcell Jordan Thompson        | W 2000 | F 1200 | SF 360 | W 250   | W 250  | W 250   | R16 180 | SF 180  | R32 90 | R16 90  | R16 90  | R16 90 | SF 90  | SF 90  | QF 45  | R16 0  |       |       |       | 5255 | 16   | 4         |
| 6†               | Rohan Bopanna Matthew Ebden        | W 2000 | W 1000 | SF 720 | R16 180 | QF 180 | F 150   | R32 90  | R16 90  | R16 90 | R16 90  | QF 90   | QF 90  | QF 90  | R32 0  | R16 0  | R32 0  | 4860  | 16    | 2     |      |      |           |
| 7†               | Harri Heliövaara Henry Patten      | W 2000 | F 300  | W 250  | W 250   | W 250  | R16 180 | R16 180 | QF 180  | QF 180 | SF 180  | W 175   | F 150  | W 100  | QF 90  | SF 90  | QF 32  | R32 0 | R32 0 | R32 0 | 4587 | 19   | 6         |
| 8†               | Kevin Krawietz Tim Pütz            | F 1200 | W 500  | QF 360 | QF 360  | SF 360 | SF 360  | F 300   | R16 180 | QF 180 | QF 180  | F 150   | R16 90 | R16 90 | R16 90 | QF 90  | R16 0  | R16 0 | R16 0 |       | 4490 | 18   | 1         |
| Thay thế (dự bị) |                                    |        |        |        |         |        |         |         |         |        |         |         |        |        |        |        |        |       |       |       |      |      |           |
| 9                | Nathaniel Lammons Jackson Withrow  | SF 720 | W 500  | W 250  | W 250   | W 250  | R32 180 | R16 180 | QF 180  | QF 180 | QF 180  | SF 180  | R16 90 | R16 90 | QF 90  | QF 90  | SF 90  | SF 90 | QF 45 | QF 45 | 3680 | 34   | 4         |
| 10               | Máximo González Andrés Molteni     | F 600  | W 500  | QF 360 | QF 360  | QF 360 | W 250   | R16 180 | SF 180  | R16 90 | QF 90   | SF 90   | QF 45  | R32 0  | R32 0  | R32 0  | R32 0  | R32 0 | R16 0 | R16 0 | 3105 | 19   | 2         |

## Thành tích đối đầu
Dưới đây là thành tích đối đầu giữa các tay vợt tham dự giải (không tính các tay vợt dự bị).

### Đơn
|   |                  | Sinner | Zverev | Alcaraz | Medvedev | Fritz | Ruud | de Minaur | Rublev | Overall | YTD W–L |
| 1 | Jannik Sinner    |        | 2–4    | 4–6     | 7–7      | 2–1   | 2–0  | 7–0       | 6–3    | 30–21   | 65–6    |
| 2 | Alexander Zverev | 4–2    |        | 5–5     | 7–12     | 5–6   | 3–2  | 8–2       | 6–3    | 38–32   | 66–20   |
| 3 | Carlos Alcaraz   | 6–4    | 5–5    |         | 6–2      | 2–0   | 4–0  | 2–0       | 1–1    | 26–12   | 52–11   |
| 4 | Daniil Medvedev  | 7–7    | 12–7   | 2–6     |          | 1–0   | 3–0  | 6–3       | 7–2    | 38–25   | 45–19   |
| 5 | Taylor Fritz     | 1–2    | 6–5    | 0–2     | 0–1      |       | 1–2  | 3–5       | 5–4    | 16–21   | 49–21   |
| 6 | Casper Ruud      | 0–2    | 2–3    | 0–4     | 0–3      | 2–1   |      | 0–2       | 2–5    | 6–20    | 49–23   |
| 7 | Alex de Minaur   | 0–7    | 2–8    | 0–2     | 3–6      | 5–3   | 2–0  |           | 4–3    | 16–29   | 47–16   |
| 8 | Andrey Rublev    | 3–6    | 3–6    | 1–1     | 2–7      | 4–5   | 5–2  | 3–4       |        | 21–31   | 43–23   |

### Đôi
|   |                                    | Arévalo Pavić | Granollers Zeballos | Koolhof Mektić | Bolelli Vavassori | Purcell Thompson | Bopanna Ebden | Heliövaara Patten | Krawietz Pütz | Overall | YTD W–L |
| 1 | Marcelo Arévalo Mate Pavić         |               | 1–3                 | 1–0            | 3–0               | 0–0              | 1–0           | 1–1               | 2–3           | 9–7     | 44–18   |
| 2 | Marcel Granollers Horacio Zeballos | 3–1           |                     | 0–3            | 2–2               | 0–2              | 3–2           | 1–0               | 2–0           | 11–10   | 42–14   |
| 3 | Wesley Koolhof Nikola Mektić       | 0–1           | 3–0                 |                | 0–2               | 0–1              | 1–1           | 1–1               | 1–0           | 6–6     | 43–16   |
| 4 | Simone Bolelli Andrea Vavassori    | 0–3           | 2–2                 | 2–0            |                   | 2–0              | 2–2           | 1–1               | 2–1           | 11–9    | 41–18   |
| 5 | Max Purcell Jordan Thompson        | 0–0           | 2–0                 | 1–0            | 0–2               |                  | 0–0           | 1–1               | 1–0           | 5–3     | 39–7    |
| 6 | Rohan Bopanna Matthew Ebden        | 0–1           | 2–3                 | 1–1            | 2–2               | 0–0              |               | 0–0               | 1–2           | 6–9     | 24–14   |
| 7 | Harri Heliövaara Henry Patten      | 1–1           | 0–1                 | 1–1            | 1–1               | 1–1              | 0–0           |                   | 0–0           | 4–5     | 36–11   |
| 8 | Kevin Krawietz Tim Pütz            | 3–2           | 0–2                 | 0–1            | 1–2               | 0–1              | 2–1           | 0–0               |               | 6–9     | 40–18   |